# Pałuszyce
Pałuszyce [pronunciación en polaco: /pawuˈʂɨt͡sɛ/] es un pueblo ubicado en el municipio (gmina) de Wietrzychowice, dentro del condado de Tarnów, voivodato de Pequeña Polonia (Polonia). Según el censo de 2011, tiene una población de 69 habitantes.
Está situado aproximadamente a 28 kilómetros al noroeste de Tarnów y a 61 kilómetros al este de la capital regional, Cracovia.